# Gonna Make U Feel
Gonna Make U Feel is een Engelstalige single van het Belgische muziekproject Body Heat uit 1996. Het nummer werd in Nederland onmiddellijk een clubhit en Dancesmash op Radio 538.
Op de single stonden volgende versies van het nummer:
1. Floating radio edit
2. Attack the bass radio edit
3. Floating club mix
4. Remix #2
5. Remix #1
6. Attack the bass long version
7. Flamengo mix

## Meewerkende artiesten
- Sven Maes
- Johan Gielen